# クマヤナギ属
クマヤナギ属（クマヤナギぞく、学名：Berchemia Necker ex DC. (1825)）は、クロウメモドキ科の属の一つ。

## 特徴
落葉もしくは常緑の直立する低木から小高木、またはつる植物。枝は黄緑色で平滑、刺はなく、短枝がある。葉は単葉で、多くは互生し、縁は全縁、葉脈は羽状脈で、4-18条の側脈が強い平行脈となって葉縁まで達する。托葉は小型で合着し、多くは宿存し、基部は枝に沿着する。花序は円錐状の複総状花序、または総状花序になり、葉腋に少数の花がつくだけのものもある。花は両性で5数からなり、小型で黄緑色、花柄がある。萼筒（花托）は円板状、杯状または半球状。萼裂片は三角状で直立し、まれに線形になる。花弁は小さく倒卵形で内側に巻き、基部は短い爪になって萼筒の縁につく。雄蕊は5個あり、花弁と対生する。子房は上位で、2室あり、各室に胚珠が1個あり、花柱は短く、柱頭は単一か2分岐する。果実は円柱状長楕円形または倒卵状楕円形の核果で、黄色から紅色になり、さらに熟すと紫黒色になる。果実中にきわめて硬い1個の核があり、中に2室あり、各室に種子が1個ある。

## 分布
世界に約20種ある。東アジア、南アジア、ヒマラヤの温帯、熱帯地域が主要な分布地になっており、中国大陸に多くの種が分布する。北アメリカ、ニューカレドニアにもそれぞれ1種ある。

## 名前の由来
属名 Berchemia は、17世紀のフランスの植物学者 Jacon Pierre Berthoud van Berchem への献名である。

## 種

### 日本に分布する種
- ヒメクマヤナギ Berchemia lineata (L.) DC.[6] - 姫熊柳[7]。矮性の低木で、葉はきわめて小さく、長さ5-20mm、葉の側脈は4-5対。花は総状花序につく。奄美大島以南の琉球諸島の海岸に多い。国外では、台湾、中国大陸南部、インドシナに分布する[3]。
- ホナガクマヤナギ Berchemia longiracemosa Okuyama[8] - 穂長熊柳[7]。高さ2-3mの直立する低木。葉の長さ4-10cm、葉の側脈は7-11対。花は総状花序につき、花序の長さは5-10cmで花が密につく[3]。日本固有種[9]。本州の日本海側に分布し、山地に生育する[3]。
- オオクマヤナギ Berchemia magna (Makino) Koidz.[10] - 大熊柳[4]。つる性の低木で他の樹木に巻きついて高くのぼる。葉は大きく、長さ3.5-9cm、葉の側脈は9-13対。主枝の先の花は複総状花序につき、第2次花序柄も再分枝する。本州の関東地方以西、四国、九州に分布し、山地に生育する。国外では、中国大陸中部に分布する[3]。
- ミヤマクマヤナギ Berchemia pauciflora Maxim.[11] - 深山熊柳[7]。高さ2-3mの直立する低木。葉は長さ2.5-4cm、葉の側脈は5-7対。花は総状花序につき、花序の長さは1-3.5cmと短く花が疎らにつく[3]。日本固有種[9]。本州の関東地方、甲信地方に分布し、山地の岩石地に生育する。稀な種[3]。
- クマヤナギ Berchemia racemosa Siebold et Zucc.[12] - 熊柳[7]。つる性の低木。葉の長さ4-6cm、葉の側脈は7-8対。主枝の先の花は複総状花序につき、第2次花序柄は再分枝しない[3]。日本固有種[9]。北海道、本州、四国、九州に分布し、丘陵地、山地に生育する[3]。

### 上記以外の主な種
- アリサンクマヤナギ Berchemia arisanensis Y.C.Liu et F.Y.Lu[13] - 台湾に分布[14]。
- フンキコクマヤナギ Berchemia fenchifuensis C.M.Wang et F.Y.Lu[15] - 台湾に分布[16]。
- タイワンクマヤナギ Berchemia formosana C.K.Schneid.[17] - 台湾に分布[18]。